# Numération romaine
Cette page contient des caractères spéciaux ou non latins. S’ils s’affichent mal (▯, ?, etc.), consultez la page d’aide Unicode.
 (janvier 2021).
La numération romaine est un système de numération additive utilisé par les anciens Romains.
Les nombres sont représentés à l'aide de symboles combinés entre eux, notamment par les signes I, V, X, L, C, D et M, appelés chiffres romains, qui représentent respectivement les nombres 1, 5, 10, 50, 100, 500 et 1 000. Ces « abréviations destinées à notifier et à retenir les nombres » ne permettaient pas à leurs utilisateurs de faire des calculs, qui étaient effectués au moyen d'abaques.
Un nombre écrit en chiffres romains se lit de gauche à droite. En première approximation, sa valeur se détermine en faisant la somme des valeurs individuelles de chaque symbole, sauf quand l'un des symboles précède un symbole de valeur supérieure ; dans ce cas, on soustrait la valeur du premier symbole au deuxième.

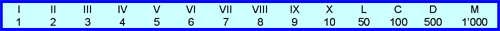

## Origine
Contrairement à une idée reçue, les chiffres romains ne sont pas des sigles mais, comme l'attestent les chiffres d’autres langues et écritures de peuples italiques, des symboles bien précis ensuite confondus avec des lettres. Ainsi, en numération étrusque, qui a constitué l'un des apports des Étrusques aux Romains avec l'alphabet, on trouve des signes ressemblant à I, Λ, X, ⋔, 8 et ⊕ pour I, V, X, L, C et M.
La numération romaine serait la survivance d'une pratique antérieure à l'invention de l'écriture (et donc, à strictement parler, protohistorique) que l'on retrouve dans de nombreuses civilisations.
Ces chiffres seraient liés à la nécessité de faire figurer des repères sur un support, par exemple un bâton : un berger qui veut compter ses bêtes sans savoir énumérer prend simplement un bâton de comptage sur lequel figurent des encoches. Il fait ensuite passer son troupeau devant lui et décale son ongle d'une encoche à chaque fois qu'une bête passe devant lui ; la dernière des marques de dénombrement correspond au nombre de bêtes.
Avec ce système, les premiers chiffres sont toujours des encoches simples, ultérieurement transcrites par des « I ». Ils ne sont pas nécessairement placés verticalement les uns à la suite des autres ; ils sont parfois superposés horizontalement; on retouve ainsi cette disposition dans les sinogrammes 一, 二 et 三.
Le repérage devient malaisé dès que le nombre d’encoches dépasse une poignée, parce que IIIIIIII est naturellement plus difficile à lire que VIII. Le berger peut naturellement être conduit à intercaler des encoches de formes différentes servant de repères visuels :
- le repère « cinq » peut être une encoche plus longue, une encoche en biais ou, pour mieux le différencier des encoches simples, un repère en forme d'encoche double (comme V ou Λ) ;

certains font l'hypothèse que le symbole ‹ V › pour 5 aurait correspondu initialement au pictogramme représentant une main humaine ouverte le plus largement, avec les cinq doigts le plus écartés possible, afin de représenter justement la quantité cinq, mais dont on n'aurait gardé que les deux doigts tendus « extrêmes », d'où cette forme assez proche de notre actuelle lettre ‹ V › ;
- le repère « dix » est presque toujours une encoche en croix (comme X ou +), et là encore le X aurait pu correspondre aux origines à deux V (5) placés l'un au-dessus de l'autre de manière inversée, voire à un signe ‹ + › légèrement « renversé » de côté, qui se seraient évidemment vite confondus avec la lettre ‹ X › ;
- les repères ultérieurs ont des formes plus élaborées, à trois encoches : 50 correspond à « V plus une encoche », ce qui produit des formes en N, Z ou E, et cent correspond à « X plus une encoche », donnant des formes en étoile, comme Ж ; ces formes évoluent ensuite vers des formes à deux traits, en L pour cinquante et en C pour cent.

Avec un bâton marqué, le berger repère assez facilement l'encoche sur laquelle s'est arrêté son décompte : par exemple, s'il a treize bêtes, son ongle s'arrête sur la troisième encoche après la première dizaine, ce qui se retranscrit en XIII ; s'il en a vingt-neuf, son ongle est à une encoche avant la troisième dizaine, ce qui se note XXIX ; s'il en a cinquante-neuf, son doigt a passé la première cinquantaine et se trouve à une encoche avant la dizaine suivante, soit LIX. Ce repérage primitif peut mener à des écritures atypiques : par exemple, un cran avant la dizaine avant cinquante se noterait IXL (pour trente-neuf). Il est régularisé par la suite, pour former le système connu de nos jours[réf. nécessaire].

## Notation romaine classique

### Symboles principaux
La notation romaine simplifie des notations plus archaïques, voisines de la notation étrusque, en utilisant les lettres de l'alphabet latin les plus ressemblantes aux anciens systèmes unaires (c'est-à-dire à base d'un seul signe, comme l'encoche). Les signes les plus communs sont indiqués dans le tableau suivant.
| Chiffre romain | Valeur | Remarques |
| -------------- | ------ | --- |
| I              | 1      | Une marque verticale. Signe qui dérive de la pratique ancienne de l'entaille, comme l'ensemble de la numération romaine. |
| V              | 5      | Une marque à laquelle on ajoute une autre marque (d’où des graphies archaïques comme ⋀, ⊢, ⋋ ou ⋌, elles-mêmes issues de lettres phéniciennes ou égyptiennes, les deux représentations ou interprétations ayant existé simultanément avant de s’unifier). |
| X              | 10     | Une marque barrée. |
| L              | 50     | Un V barré proche de ᗐ à l’origine (c’est-à-dire V et I superposés), aplati en ⊥, puis confondu avec L. |
| C              | 100    | Un X barré proche de Ж à l’origine (c.-à-d. X et I superposés), écrit ensuite >I< ou ↃIC et abrégé en Ↄ (apostrophus) ou C, qui s’est imposé en raison d’une confusion avec le C de CENTVM.                                                               |
| D              | 500    | Un ⊢ encadré (c.-à-d. ⊢ et Ↄ superposés) devenu D, confondu ensuite avec D. Le signe IↃ signifie aussi 500. |
| M              | 1 000  | Un X entouré ou encadré qui, passant par plusieurs formes, a été écrit ⊕ ou comme un phi grec Φ, puis est devenu CIƆ et ↀ ; toutes ces formes ont finalement été confondues avec M, d’autant plus que 1 000 se dit mille en latin.                        |

### Modes de représentation

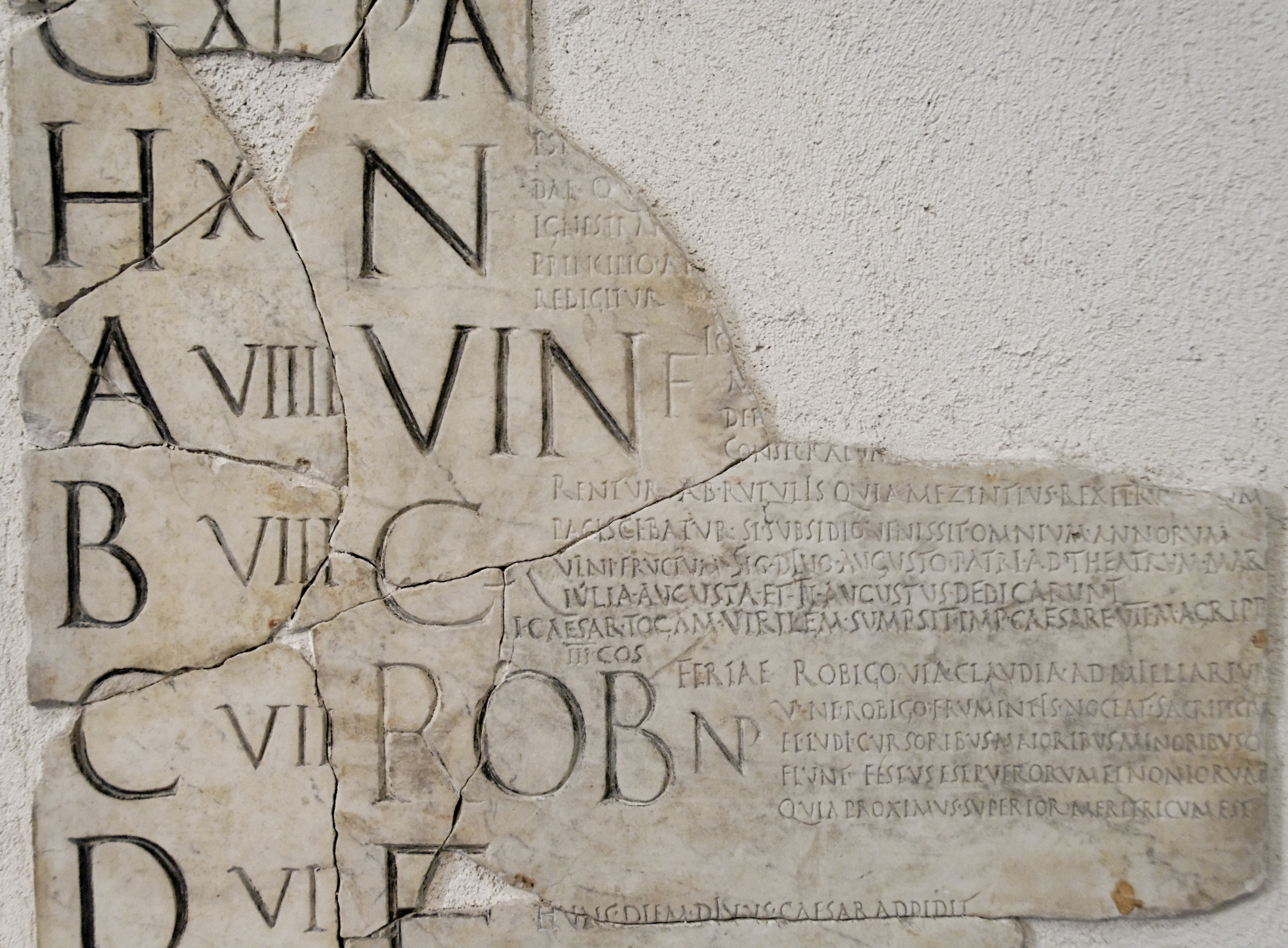
Calendrier romain de Verrius Flaccus où apparaissent, de bas en haut, les nombres, VII,, (au lieu de) et.

Les Romains représentaient les nombres ainsi :
- un nombre en chiffres romains se lit de gauche à droite (avec de rares retours en arrière, pour faire des soustractions).
- Un symbole apparaît au plus trois fois de façon contiguë (sauf M).
- Tout symbole qui suit un symbole de valeur supérieure ou égale s'ajoute à celui-ci[pas clair] (exemple : 6 s'écrit VI).
- Tout symbole qui précède un symbole de valeur supérieure se soustrait à ce dernier :
  - I doit être retranché à V ou à X quand I est devant V ou X (ex. : 4 s'écrit IV) ; on peut trouver XIIX pour 18 ;
  - X doit être retranché à L ou à C quand X est devant L ou C (ex. : 40 s'écrit XL) ;
  - C doit être retranché à D ou à M quand C est devant D ou M (ex. : 900 s'écrit CM) ;
  - en revanche, ôter I de L ou de C n'est pas pratiqué (49 s'écrit XLIX et non IL ; 99 s'écrit XCIX et pas IC).
- Les symboles sont groupés par ordre décroissant, sauf pour les valeurs à retrancher selon la règle précédente (ex. : 1 030 s'écrit MXXX et non XXXM qui est une des façons de représenter 970[note 1]).

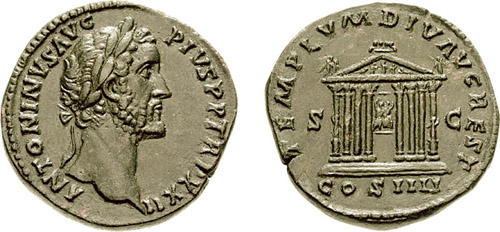
Sesterce d'Antonin le Pieux : le revers porte l'indication « COS ».

L'épigraphie prouve que plusieurs graphies ont coexisté librement et le mode opératoire décrit ci-dessus ne s'est fixé que tardivement.
Certains nombres peuvent s'écrire sous différentes formes :
- le 4 peut être écrit IIII plutôt que IV. Cette écriture, le « 4 horloger », est toujours employée pour certains cadrans utilisant les nombres romains.
- Sur les premiers cadrans « 24 heures » de ce type, les 9e, 14e, 19e et 24e heures étaient respectivement écrits : VIIII, XIIII, XVIIII et XXIIII[9].
- Le 8 peut être écrit IIX plutôt que VIII, 40 écrit XXXX plutôt que XL, 95 écrit LXXXXV plutôt que XCV, ou 400 écrit CCCC plutôt que CD.
- La monnaie romaine privilégie d'ailleurs les formes additives, préférant IIII à IV et VIIII à IX[10].
- L'épigraphie latine emploie largement les formes additives pour IIII, VIIII et XXXX, plus lisibles que les formes soustractives IV, IX, XL[11],[12].

Les mathématiciens de l'époque ne se servent pas de cette notation pour faire des additions ou des multiplications ; ils ont recours à des abaques, utilisant de ce fait une notation positionnelle sans avoir conscience qu'elle pourrait servir à écrire les nombres de façon permanente.
Les calculateurs romains se servaient également d'un système complexe de comput digital. Il est également possible que les utilisateurs de ce système aient appris certains résultats par cœur (comme aujourd'hui nous apprenons des tables de multiplication).

### Exemples
| Milliers, de 1000 à 4000 | M | MM | MMM | MMMM | Voir extensions | Voir extensions | Voir extensions | Voir extensions | Voir extensions |
| Centaines, de 100 à 900  | C | CC | CCC | CD   | D               | DC              | DCC             | DCCC            | CM              |
| Dizaines, de 10 à 90     | X | XX | XXX | XL   | L               | LX              | LXX             | LXXX            | XC              |
| Unités, de 1 à 9         | I | II | III | IV   | V               | VI              | VII             | VIII            | IX              |

- MMMMDCCCLXXXVIII = MMMM + DCCC + LXXX + VIII = 1 000 + 1 000 + 1 000 + 1 000 + 500 + 100 + 100 + 100 + 50 + 10 + 10 + 10 + 5 + 1 + 1 + 1 = 4 888.
- MDXV = M + D + X + V = 1 000 + 500 + 10 + 5 = 1 515.
- MMII = MM + II = 1 000 + 1 000 + 1 + 1 = 2 002.
- DCLXVI = D + C+ L + X +V + I = 500 + 100 + 50 + 10 + 5 + 1 = 666.
- DIX = D + IX = 500 + (10 - 1) = 509.
- XV = X + V = 10 + 5 = 15.
- XIV = X + IV = 10 + (5 - 1) = 14.
- XIII = X + III = 10 + 1 + 1 +1 = 13.
- XII = X + II = 10 + 1 + 1 = 12.
- XI = X + I = 10 + 1 = 11.

## Extensions de la notation classique

### Par des traits horizontaux ou verticaux

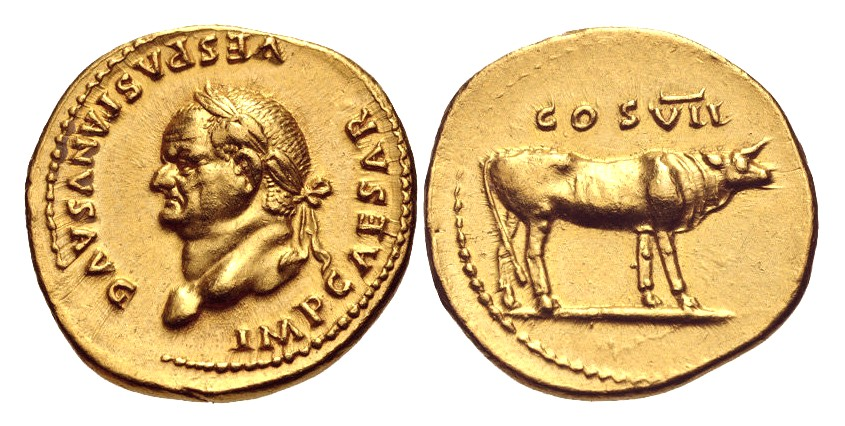
Exemple d'exception : sur le revers de cette monnaie de Vespasien, « COS » se lit comme 7, sans multiplication.

Une barre horizontale similaire à un macron suscrit, appelée vinculum ou virgula en latin, indique un facteur multiplicatif de 1 000. Ces traits peuvent s'étendre sur plusieurs nombres et ainsi multiplier un ensemble de chiffres. Exemples :
- I = 1 000,
- V = 5 000,
- X = 10 000,
- L = 50 000,
- C = 100 000,
- D = 500 000,
- M ou I = 1 000 000,
- V = 5 000 000,
- XLICLVIDCV = 41 156 605 = 41 (XLI) × 1 000 000 + 156 (CLVI) × 1 000 + 605 (DCV),
- etc.

Cette notation peut être utilisée conjointement à deux traits verticaux à gauche et à droite du nombre, indiquant quant à eux un facteur multiplicatif de 100.

L'épigraphie latine montre ainsi un comptage par centaines de milliers noté en encadrant le chiffre sur trois côtés ; ainsi, ce fragment des Fastes d'Ostie découvert en 1941 (Degrassi, p. 185) publie le chiffre du recensement d'Auguste et Tibère (de l'an 14) de la façon suivante :
C S C R K {\displaystyle {\overline {\mathrm {|XXXXI|} }}}DCCCC

Ce qui se lit « Censa Sunt Civium Romanorum Kapitum quadragies semel centum milia DCCCC », traduit en « Les citoyens romains sont recensés : quarante-et-une fois cent-mille et neuf-cents têtes » soit 4 100 900 (Nicolet 2000, p. 189-190).

Cette représentation est d'ailleurs conforme à ce que Pline l'Ancien écrit dans son Histoire naturelle : « Non erat apud antiquos numerus ultra centum millia : itaque et hodie multiplicantur haec, ut decies centena millia, aut saepius dicantur », soit « Les anciens n'avaient pas de nombre au-delà de cent mille ; aussi aujourd'hui encore compte-t-on par multiples de cent mille, et l'on dit dix fois cent mille, ou plus ».
L'usage d'un trait suscrit doit être considéré avec prudence ; parfois il sert simplement à mieux distinguer les chiffres des lettres, voire à signaler une multiplication par 100 si le chiffre surligné précède une abréviation indiquant déjà les milliers (XIII mill. = 13 × 100 mill. = 1 300 000).

Signature du pape Léon XIV.

 Et dans l’écriture manuscrite actuelle, certains encadrent le nombre romain par deux traits horizontaux continus, en haut et en bas.

### Par enrichissement de la notation antique

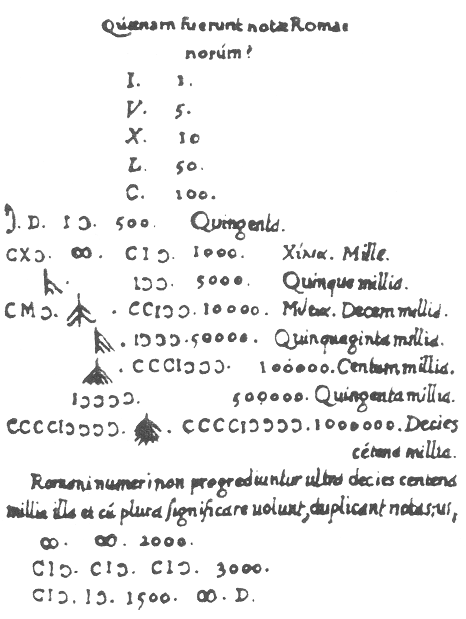
Liste de nombres romains établie en 1582.

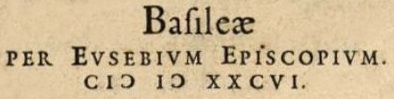
Ouvrage de Theodor Zwinger où l'éditeur a décomposé la date 1586 en CIↃ (1000), IↃ (500), XXC (80) et VI (6).

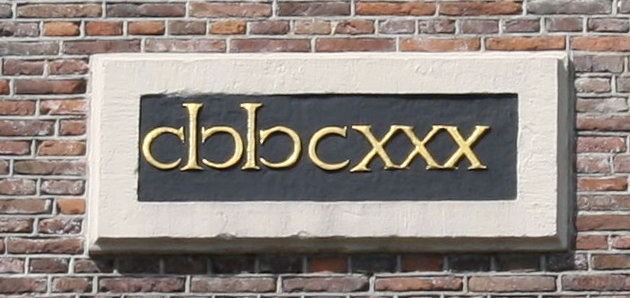
Plaque de la Westerkerk, à Amsterdam, avec des I proéminents.

Dans l'ancienne notation romaine, le chiffre 1 000 s'écrit de nombreuses façons : ⊗, ⊕, Φ, CIↃ, CꟾↃ, ↀ, ∞, ou ⋈ ; de même, le chiffre 500 peut se représenter avec des équivalents aux symboles 1 000 divisés en deux, comme D, IↃ, ou ꟾↃ.

De plus, les Romains encadrent de traits les nombres qu'ils désirent voir multipliés. S'inspirant de ces pratiques, les notations du Moyen Âge et de la Renaissance s'enrichissent de nouvelles notations en plus de la notation classique[réf. nécessaire].
| Chiffre romain                    | Valeur  | Remarques |
| --------------------------------- | ------- | --- |
| IↃ, ꟾↃ                            | 500     | IↃ peut se voir comme la moitié de CIↃ. |
| CIↃ, CꟾↃ, CID, ↀ                  | 1 000   | La ligature de CIↃ aboutit à ↀ. Dans le cas de CID, le I devant le D évite la confusion avec la notation CD signifiant 400.                                         |
| IↃↃ, ꟾↃↃ, DↃ, DD, ↁ               | 5 000   | ↁ peut se voir comme la ligature de IↃↃ ou la moitié de ↂ. Les D correspondent ici à la réunion du I et d'un ou plusieurs Ↄ, et non à la notation D signifiant 500. |
| CCIↃↃ, CCꟾↃↃ, CMↃ, CCIDD, CCDD, ↂ | 10 000  | ↂ peut se voir comme la ligature de CCIↃↃ. |
| IↃↃↃ, ꟾↃↃↃ, ↇ                     | 50 000  | ↇ peut se voir comme la ligature de IↃↃↃ ou la moitié de ↈ. |
| CCCIↃↃↃ, CCCꟾↃↃↃ, ↈ               | 100 000 | ↈ peut se voir comme la ligature de CCCIↃↃↃ. |

Ces notations peuvent s'utiliser de façon additive (CIↃIↃCXXX ou CꟾↃꟾↃCXXX = CꟾↃ + ꟾↃ + C + XXX = 1000 + 500 + 100 + 30 = 1630), mais pas de façon soustractive : 4 000 s'écrit MMMM et non MIↃↃ (5000 - 1000)[réf. nécessaire].
Le tracé utilisant un C retourné en Ↄ et placé après la lettre I s'impose rapidement : en imprimerie, cela ne nécessite pas de fonte de caractères supplémentaire et améliore la lisibilité des nombres ; et cela est plus facile à tracer à la plume, mal adaptée au tracé de petits cercles. Les formes C ou Ↄ peuvent aussi prendre l'aspect de parenthèses[réf. nécessaire].
Enfin, l'une des hypothèses expliquant la forme du symbole ∞, représentant l'infini, serait l’évolution du signe CIↃ en écriture manuscrite onciale (l'usage de milliers pour désigner de grandes quantités non dénombrées précisément peut se comparer aux expressions « des mille et des mille » ou « des mille et des cents », qui s'entendent aujourd'hui).

### Par des abréviations
On trouve de manière sporadique la graphie •M (M précédé d'un point médian) indiquant un facteur multiplicatif de 1 000. Exemples :
- I•M = 1 000,
- V•M = 5 000,
- X•M = 10 000.

Au Moyen Âge, principalement dans les documents français, apparait souvent une écriture liée au système vicésimal dans lequel on compte par vingtaines, le chiffre vingt étant placé en exposant : soit IIIIXX pour 80. On trouve aussi iiiixx pour 80, par exemple dans l'index de l'incunable Pietro de' Crescenzi, 1521. Le Livre des prouffitz champestres.
L'hôpital des Quinze-Vingts à Paris doit son nom à cette façon de compter dans le système de numération vicésimal : il pouvait accueillir 300 (15 × 20) patients.

De même, les centaines peuvent être notées avec le nombre de centaines suivi du marqueur des centaines (c ou, au pluriel, ctz pour centz) en exposant : donc 300 s’écrit IIIc ou IIIctz.

### Par des minuscules et par l'introduction du j

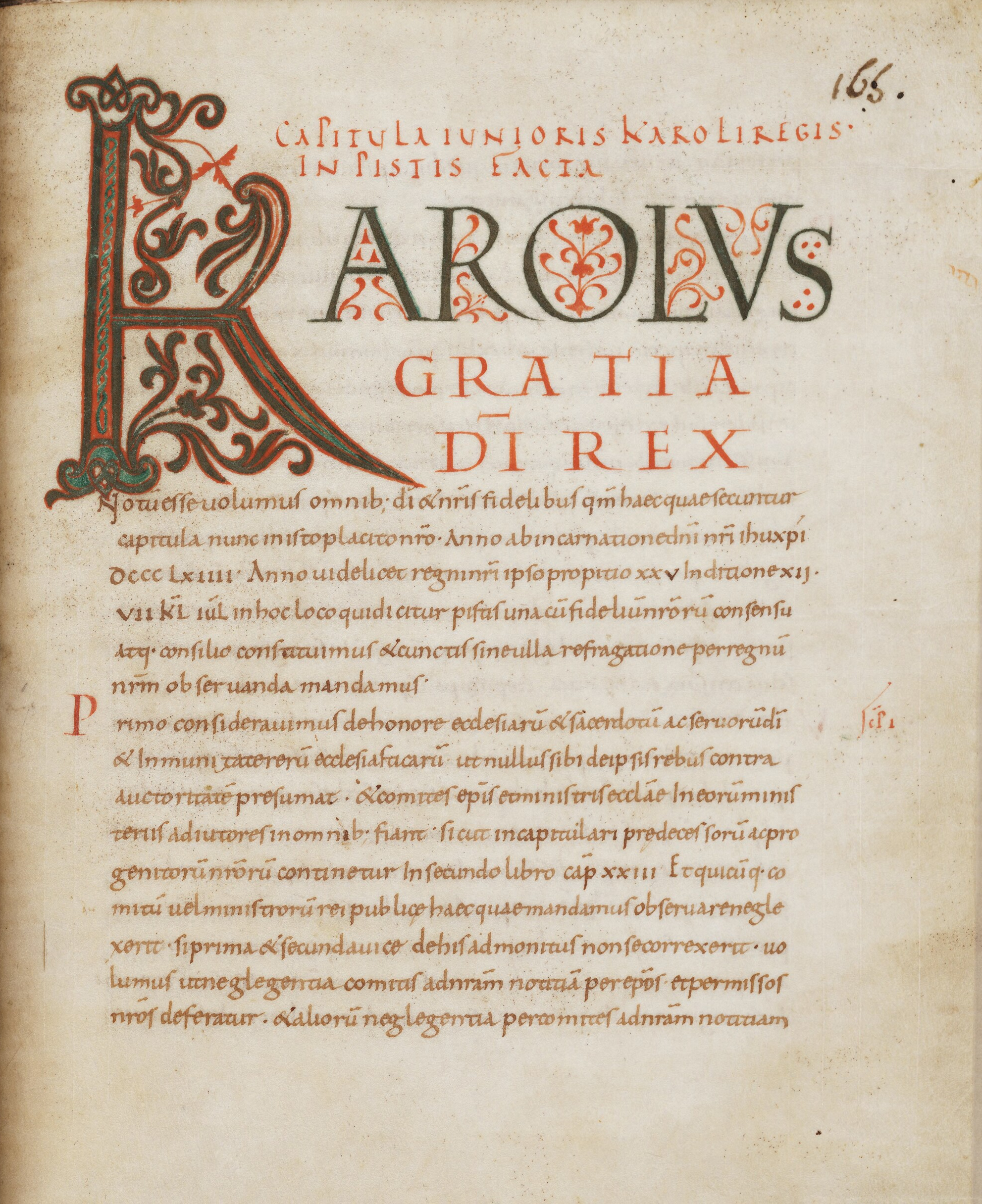
Codex du IXe siècle écrit en minuscule caroline avec quelques mentions de chiffres romains (bibliothèque Beinecke de livres rares et manuscrits).

À partir du IVe siècle, l'écriture onciale, facile à tracer à la plume, réduit progressivement l'usage des écritures en capitales romaines ou en quadrata ; les chiffres s'écrivent en lettres minuscules comme le reste du texte, et les majuscules sont rares (pas même en début de phrase) et plutôt réservées aux lettrines décoratives.

Dans le texte, les nombres sont donc encadrés de points médians afin de les distinguer plus facilement des mots ; par exemple, ·xxvıı· représente le nombre 27 (le i n'était pas encore surmonté d'un point, qui apparait bien plus tard en écriture gothique pour faciliter la distinction entre ı, m, n, et u)[réf. nécessaire].
La position de ces points varie suivant les auteurs (l'usage de la ponctuation, et notamment la distinction du point et de la virgule qui n'a été régulé que bien plus tard). Elle est parfois impossible à distinguer de la ponctuation normale (c'est particulièrement vrai pour les manuscrits en catalan, en ancien occitan, en vieux français et pour les manuscrits médiévaux en Angleterre et du Saint-Empire).

L'usage du point médian, qui prenait souvent l’allure de petits tirets, se retrouve sur les inscriptions monumentales en latin qui mêlent les nombres avec le texte[réf. nécessaire].
Plus tard, quand la lettre J se différencie de la lettre I, les documents officiels commencent à marquer la fin d'un nombre par un J au lieu d'un I (le nombre ne pouvait alors plus être allongé).

Comme l'onciale ne distingue pas encore les minuscules des majuscules, on écrit vııȷ, voire ·vııȷ, au lieu de vııı (la lettre j s’écrivait également sans point suscrit ; celui-ci apparaîtra bien plus tard, par similitude avec le i)[réf. nécessaire].

Cette modification du i final en j est également à l'origine du digramme ij utilisé en néerlandais pour noter initialement un i long (devenu une diphtongue) et éviter l'ambiguïté d'un digramme ii qui aurait été difficile à distinguer en écriture cursive du ü[réf. nécessaire].

## Notation des fractions

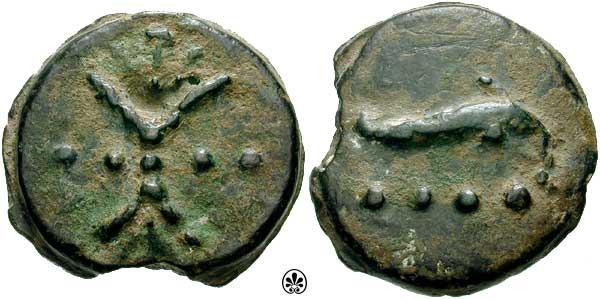
Triens romain valant, selon la notation ••••, 4/12 d'as (soit 1/3 d'as).

Les Romains utilisent un système duodécimal pour noter les fractions : en effet, 12 se divise facilement par les entiers 2, 3, 4, 6 et 12, ce qui facilite donc le partage en moitiés, en tiers, en quarts, en sixièmes, et en douzièmes (par rapport à un système décimal, où 10 ne se divise que par 2, 5 et 10).
La valeur des monnaies est notamment indiquée en douzièmes du poids de la valeur de référence, l'as, grâce à des points (•) ou, lorsqu'il s'agissait d'abréger 6 points, grâce à un S (pour semis signifiant « moitié »). Ces points ne sont pas forcément alignés.
| Fraction duodécimale | Représentation | Nom (nominatif et génitif)                                                                 | Signification              |
| -------------------- | -------------- | ------------------------------------------------------------------------------------------ | -------------------------- |
| 1/12                 | •              | Uncia, unciae                                                                              | Une once, un douzième      |
| 2/12 = 1/6           | •• ou :        | Sextans, sextantis                                                                         | Un sixième                 |
| 3/12 = 1/4           | ••• ou ∴       | Quadrans, quadrantis                                                                       | Un quart                   |
| 4/12 = 1/3           | •••• ou ::     | Triens, trientis                                                                           | Un tiers                   |
| 5/12                 | ••••• ou :•:   | Quincunx, quincuncis (quinque unciae → quincunx)                                           | Cinq onces                 |
| 6/12 = 1/2           | S              | Semis, semissis                                                                            | Un demi (une moitié)       |
| 7/12                 | S•             | Septunx, septuncis (septem unciae → septunx)                                               | Sept onces                 |
| 8/12 = 2/3           | S•• ou S:      | Bes, bessis                                                                                | Deux tiers                 |
| 9/12 = 3/4           | S••• ou S:•    | Dodrans, dodrantis (de-quadrans → dodrans) ou nonuncium, nonuncii (nona uncia → nonuncium) | Trois quarts ou neuf onces |
| 10/12 = 5/6          | S•••• ou S::   | Dextans, dextantis (de-sextans → dextans) ou decunx, decuncis (decem unciae → decunx)      | Cinq sixièmes ou dix onces |
| 11/12                | S••••• ou S:•: | Deunx, deuncis (de-uncia → deunx)                                                          | Onze douzièmes             |
| 12/12 = 1/1 = 1      | I              | As, assis                                                                                  | Un (un as)                 |

| Fraction unitaire | Représentation | Nom                                               | Origine du nom et signification |
| ----------------- | -------------- | ------------------------------------------------- | ------------------------------- |
| 1/8               |                | Sexcunx, - uncis ou sescuncia, -ae                | De sesqui- et uncia, (1½ once)  |
| 1/24              |                | Semuncia, -ae                                     | De semi- et -uncia (demi-once)  |
| 1/36              |                | Binae sextulae, binarum sextularum ou duella, -ae | Deux sextules (tiers d'once)    |
| 1/48              |                | Sicilicus, -i                                     | Sicilique (quart d'once)        |
| 1/72              |                | Sextula, -ae                                      | Sextule (sixième d'once)        |
| 1/144             |                | Dimidia sextula, dimidiae sextulae                | Demi-sextule                    |
| 1/288             |                | Scripulum, -i                                     |                                 |
| 1/1728            |                | Siliqua, -ae                                      |                                 |

## Table de conversion des adjectifs et adverbes numéraux latins
| Chiffres arabes | Chiffres romains | Nombres cardinaux                        | Nombres ordinaux                        | Nombres distributifs                  | Adverbes numéraux                 |
| --------------- | ---------------- | ---------------------------------------- | --------------------------------------- | ------------------------------------- | --------------------------------- |
| 1               | I                | unus, una, unum (un)                     | primus, a, um (premier)                 | singuli, ae, a (chacun un, un par un) | semel (une fois)                  |
| 2               | II               | duo, duae, duo                           | secundus, a, um / alter, altera, um     | bini, ae, a                           | bis                               |
| 3               | III              | tres, tria                               | tertius, a, um                          | terni (trini), ae, a                  | ter                               |
| 4               | IV               | quattuor                                 | quartus                                 | quaterni                              | quater                            |
| 5               | V                | quinque                                  | quintus                                 | quini                                 | quinquies                         |
| 6               | VI               | sex                                      | sextus                                  | seni                                  | sexies                            |
| 7               | VII              | septem                                   | septimus                                | septeni                               | septies                           |
| 8               | VIII             | octo                                     | octavus                                 | octoni                                | octies                            |
| 9               | IX               | novem                                    | nonus                                   | noveni                                | novies                            |
| 10              | X                | decem                                    | decimus                                 | deni                                  | decies                            |
| 11              | XI               | undecim                                  | undecimus                               | undeni                                | undecies                          |
| 12              | XII              | duodecim                                 | duodecimus                              | duodeni                               | duodecies                         |
| 13              | XIII             | tredecim                                 | tertius decimus                         | terni deni                            | ter decies                        |
| 14              | XIV              | quattuordecim                            | quartus decimus                         | quaterni deni                         | quater decies                     |
| 15              | XV               | quindecim                                | quintus decimus                         | quini deni                            | quindecies                        |
| 16              | XVI              | sedecim                                  | sextus decimus                          | seni deni                             | sedecies                          |
| 17              | XVII             | septem(n)decim                           | septimus decimus                        | septeni deni                          | septies decies                    |
| 18              | XVIII            | dŭŏdēvīginti                             | duodevicesimus                          | duodeviceni                           | octies decies                     |
| 19              | XIX              | undeviginti                              | undevicesimus                           | undeviceni                            | novies decies                     |
| 20              | XX               | viginti                                  | vicesimus                               | viceni                                | vicies                            |
| 21              | XXI              | unus, a, um et viginti (ou) viginti unus | unus et vicesimus (ou) vicesimus primus | singuli et viceni (ou) viceni singuli | semel et vicies (ou) vicies semel |
| 24              | XXIV             | viginti quattuor                         | vicesimus quartus                       | viceni quaterni                       | vicies quater                     |
| 28              | XXVIII           | duodetriginta (ou) viginti octo]         | duodetricesimus (ou) vicesimus octavus] | duodetriceni                          | duodetricies                      |
| 29              | XXIX             | undetriginta (ou) viginti novem          | undetricesimus (ou) vicesimus nonus     | undetriceni                           | undetricies                       |
| 30              | XXX              | triginta                                 | tricesimus                              | triceni                               | tricies                           |
| 40              | XL               | quadraginta                              | quadragesimus                           | quadrageni                            | quadragies                        |
| 50              | L                | quinquaginta                             | quinquagesimus                          | quinquageni                           | quinquagies                       |
| 60              | LX               | sexaginta                                | sexagesimus                             | sexageni                              | sexagies                          |
| 70              | LXX              | septuaginta                              | septuagesimus                           | septuageni                            | septuagies                        |
| 80              | LXXX             | octoginta                                | octogesimus                             | octogeni                              | octogies                          |
| 90              | XC               | nonaginta                                | nonagesimus                             | nonageni                              | nomagies                          |
| 100             | C                | centum                                   | centesimus                              | enteni                                | centies                           |
| 200             | CC               | ducenti, ae, a                           | duecentesimus                           | dueceni                               | duecenties                        |
| 300             | CCC              | trecenti, ae, a                          | trecentesimus                           | treceni                               | trecenties                        |
| 400             | CD               | quadringenti                             | quadrigentesimus                        | quadringeni                           | quadringenties                    |
| 500             | D                | quingenti                                | quingentesimus                          | quingeni                              | quingenties                       |
| 600             | DC               | sescenti                                 | sescentesimus                           | sesceni                               | sescenties                        |
| 700             | DCC              | septigenti                               | septigentesimus                         | septigeni                             | septigenties                      |
| 800             | DCCC             | octingenti                               | octingentesimus                         | octingeni                             | octingenties                      |
| 900             | CM o DCCCC       | nongenti                                 | nongentesimus                           | nongeni                               | nongenties                        |
| 1 000           | M                | mille                                    | millesimus                              | singula milia (ou) millia             | millies                           |
| 2 000           | MM               | duo milia (ou) millia                    | bis millesimus                          | bina milia (ou) millia                | bis milies                        |
| 9 000           | IX               | novem milia (ou) millia                  | novies millesimus                       | novena milia (ou) millia              | novies milies (ou) millia         |
| 100 000         | CCCIɔɔɔ o C      | centum milia (ou) millia                 | centies millesimus                      | centena milia (ou) millia             | centies milies                    |
| 800 000         | VIII             | octies centum milia                      | octogies millesimus                     | octies centena milia (ou) millia      | octies centies milies             |
| 1 000 000       | CCCCIɔɔɔɔ o X    | decies centum milia (ou) millia          | decies centies millesimus               | decies centena milia                  | decies centies milies             |
| 2 000 000       | XX               | vicies centum milia                      | vicies centies millesimus               | vicies centena milia                  | vicies centies milies             |

## Utilisations contemporaines

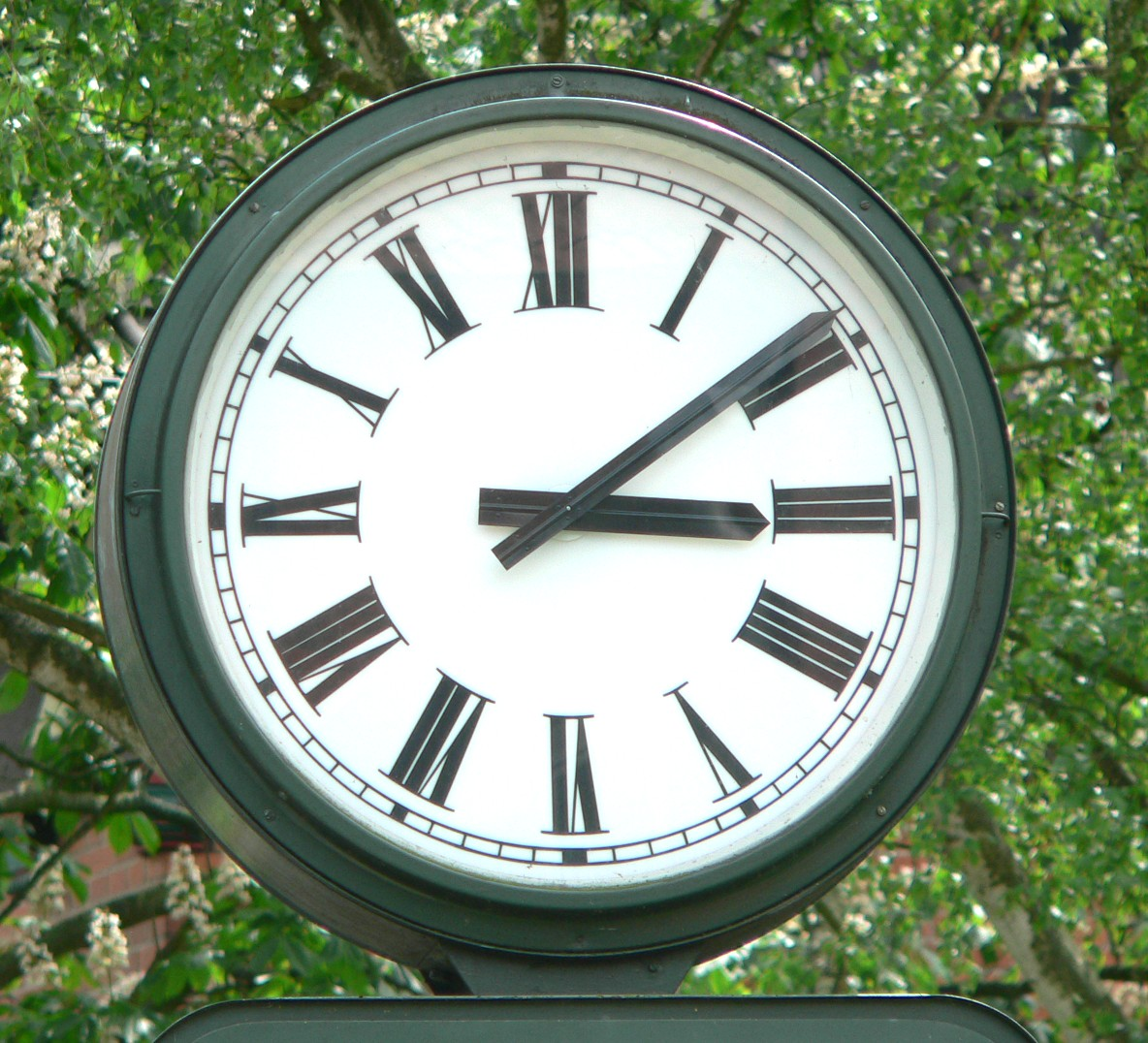
Une horloge de Bad Salzdetfurth où 4 est écrit.

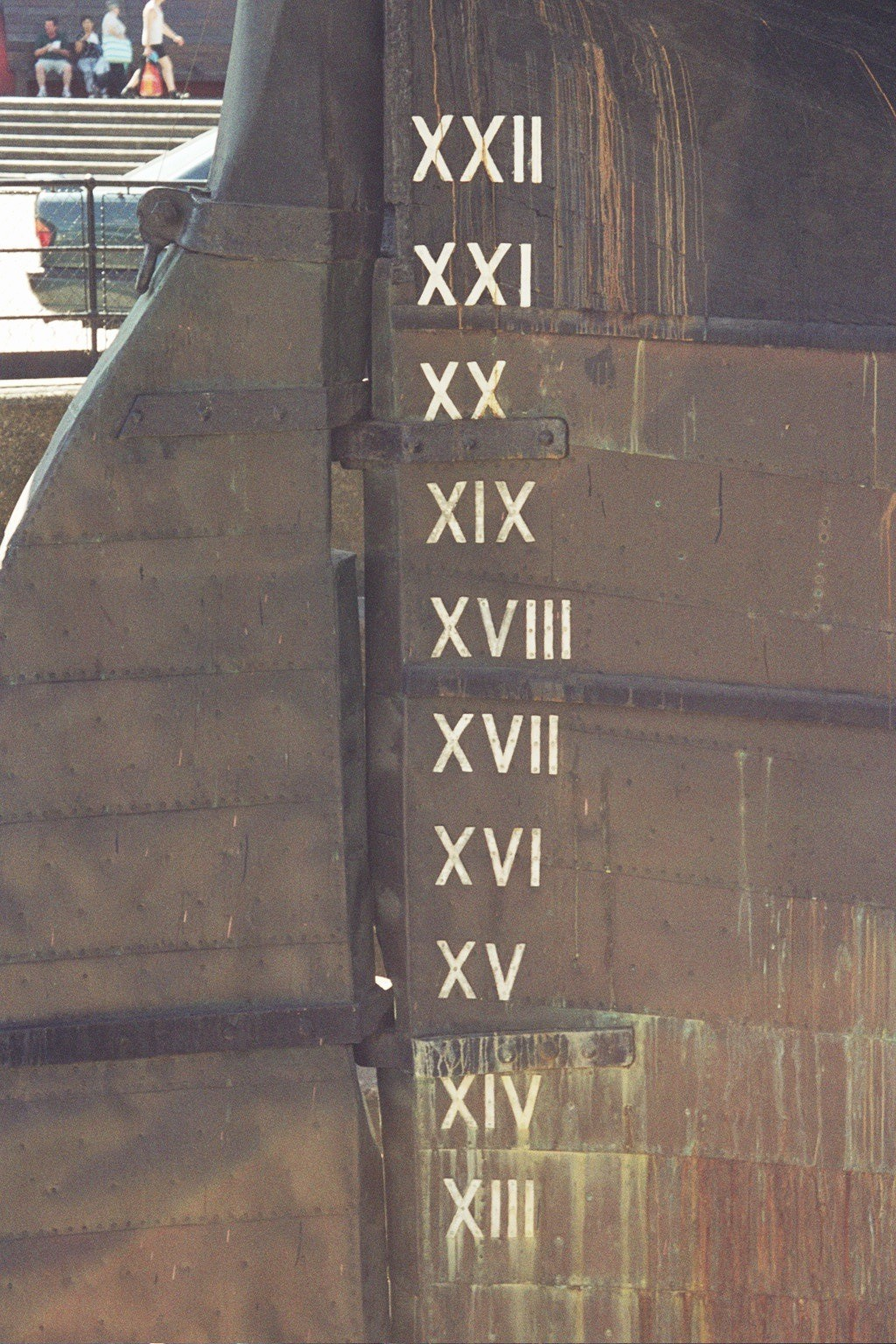
Chiffres romains montrant le tirant d'eau sur la poupe du Cutty Sark.

L'usage des chiffres romains a décliné au profit des chiffres indo-européens, dits « chiffres arabes », plus faciles à utiliser (10 signes seulement, notation positionnelle, présence du zéro).

Les chiffres romains restent néanmoins régulièrement utilisés pour noter :
- les siècles (en petites capitales) et les millénaires (en grandes capitales) : le XXIe siècle, le IIIe millénaire ;
- les années du calendrier républicain (exemple : 15 vendémiaire an II) ;
- les années du calendrier fasciste ;
- le numéro d'ordre des noms de souverains (exemple : Louis X) ;
- le numéro d'ordre des régimes politiques (exemple : la Ve République) ;
- le degré d'oxydation d'un élément chimique (exemple : cuivre(II)) ;
- les chapitres d'une référence biblique (exemple : Gen. III, 5 pour Livre de la Genèse, chapitre III, verset 5 ; Matt. XXI,2 pour Évangile de Jésus-Christ selon saint Matthieu, chapitre XXI, verset 2).

Ils peuvent également être utilisés :
- pour marquer la date de construction d'un bâtiment ;
- pour spécifier la date de production d'un film, à la fin du générique ;
- pour numéroter les actes d'une pièce de théâtre — mais pas les scènes, qui sont généralement en chiffres arabes —, voire les chapitres d'un livre ou de tout autre document écrit (voir références bibliques plus haut) ;
- sur les cadrans des horloges et des montres, où le chiffre 4[23] peut se trouver écrit IIII au lieu de IV[note 4] ; on parle alors d'un « quatre d'horloger ».
- en minuscules ou en petites capitales pour numéroter les pages liminaires d'un document (préface, introduction, sommaire, etc.) :
  - i, ii, iii, iv, v, vi, vii, viii, ix, x, etc.
  - i, ii, iii, iv, v, vi, vii, viii, ix, x, etc. ;
- pour la numérotation des suites de films ou de jeux vidéo, ou édition d'un événement (exemple : Saw III, Star Wars, épisode IX [24], Super Bowl XXXII) ;
- en musique tonale, pour la numérotation des degrés. Parfois, les minuscules sont utilisées pour différencier les degrés mineurs des majeurs ;
- pour diverses raisons esthétiques : les extensions de notation (barres, ligatures, C inversés, points médians, etc.) ne sont plus couramment utilisées.

## Représentation informatique
Les chiffres romains classiques peuvent être représentés par les lettres de base de l'alphabet latin.
Les symboles suivants: ↀ (mille), ↁ (cinq-mille), ↂ (dix-mille), Ↄ (C renversé), ↄ (C renversé minuscule) sont encodés en Unicode dans la plage U+2180 à U+2184.
Des variantes pré-composées sont codées en Unicode dans la plage U+2160 à U+217F pour compatibilité avec des codages est-asiatiques. Si l’utilisation des lettres latines de base est habituellement recommandée pour la plupart des usages, les variantes pré-composées peuvent être utiles dans des textes verticaux conservant leur orientation ou lorsque leur largeur doit être uniforme.
Pour les tables détaillées, voir :
- table des caractères Unicode/U0000 ;
- table des caractères Unicode/U2150.